# Lingua saho
La lingua saho è una lingua cuscitica parlata in Eritrea ed Etiopia.

## Distribuzione geografica
Il saho viene parlato in Eritrea ed Etiopia, dal popolo Saho, che tradizionalmente vive in Eritrea nella zona delimitata dal Golfo di Zula ad est, dalla valle di Laasi Ghedé a sud e dall'altipano eritreo ad ovest.
Quest'area linguistica è circondata da altre comunità linguistiche afroasiatiche, con la lingua tigrè parlata ad ovest e l'afar ad est. In Etiopia, il saho è parlato principalmente nella Regione dei Tigrè, nel nord del paese.
In totale i locutori in Saho erano, nel 2006 circa 214.000, divisi in quattro dialetti principali: Toroa, Assaorta, Minifero ed Irob.

## Classificazione
Il saho è molto simile ad un'altra lingua cuscitica, la lingua afar parlata dall'etnia Afar. Alcuni linguisti considerano le due lingue come dialetti di un'unica lingua saho–afar.